# 佐々木禎子
佐々木 禎子（ささき さだこ、1943年〈昭和18年〉1月7日 - 1955年〈昭和30年〉10月25日）は、太平洋戦争末期の広島市への原子爆弾投下による被爆者の一人。12歳の若さで白血病により亡くなり、広島平和記念公園にある『原爆の子の像』のモデルになった。原爆を投下したアメリカ合衆国のシアトルの平和公園にも銅像がある。2004年7月25日、国立広島原爆死没者追悼平和祈念館に遺影が登録された。
このように彼女の死は日米で語り継がれているだけでなく、旧ソビエト連邦でも教科書に載るほど広く伝えられ、現在のロシア連邦でも千羽鶴を折るイベントが開かれるなどしている。

## 生涯

### 生い立ち
1943年1月7日、広島県広島市に生まれる。「禎子」という名前は、元気に育つようにという父母の願いをこめて、両親の店の客の姓名判断の先生に頼みつけてもらった。
1945年8月6日、2歳のときに広島に投下された原爆によって、爆心地から約1.6km離れた楠木町（広島市西区）の自宅で被爆した。爆風により屋外まで飛ばされたものの、外傷は負わなかった。しかし母に背負われて避難する最中に、放射性降下物を含む「黒い雨」に打たれた。また祖母はその際に家に戻ったため亡くしている。ともに被爆した母親は体の不調を訴えたが、禎子は不調を訴えることなく元気に成長した。1954年8月の検査では異常はなかった。運動神経が抜群で足が速く、将来の夢は「中学校の体育の先生」になることであった。小学6年生の春の運動会で学級対抗リレーの選手の一人に選ばれたが6年竹組は最下位になった。が、その後もリレーの練習を続け秋の運動会では6年竹組は優勝した。その日付は1954年10月25日と記録されている。

### 闘病〜最期
しかしその直後から体に異変がみられるようになる。同年11月下旬頃、軽い風邪をひき、首や耳の後ろにしこりができた。しこりは徐々に大きくなり、顔がおたふく風邪のように腫れる。正月明けに近所の病院で診察を受けるも、一向に腫れが引くことはなかった。さらに1月末には左足に紫色の斑点がみられるようになる。原因が解からぬまま1955年1月18日、2月16日にABCC（原爆傷害調査委員会、現在の放射線影響研究所）で検査を受ける。2月18日、かかりつけの小児科医の畑川先生からABCCの検査結果をもとに父親に「病名は亜急性リンパ腺白血病で禎子さんはあと3ヶ月、長くても1年はもたんでしょう」と告げられる。2月21日、広島赤十字病院（現在の広島赤十字・原爆病院）に入院した。
1955年8月に名古屋の高校生からお見舞いとして折り鶴が送られ、折り始める。禎子だけではなく多くの入院患者が折り始めた。病院では折り紙で千羽鶴を折れば元気になると信じて鶴を折りつづけた。8月の下旬に折った鶴は1000羽を超える。その時、同じ部屋に入院していた人は「もう1000羽折るわ」と聞いている。その後、折り鶴は小さい物になり、針を使って折るようになる。当時の折り紙には小さい大きさの物が無く、紙の質も悪かったので、小さい鶴は、折りやすい、小さな薬の包み紙のセロファンなどを用いて折る事が多かった。1000羽折ったものの病気が回復することはなかった。
10月25日の朝に危篤となる。父親から食べたい物は何かと尋ねられた禎子は「お茶漬けを食べたい」と伝えた。家族が大急ぎで用意したお茶漬けをたくあんと共にふた口ほど食べ、「お父ちゃん、お母ちゃん、みんなありがとう」と呟いた。午前9時57分、担当の沼田医師が臨終を家族に告げた。12歳没。
死後、禎子が折った鶴は葬儀の時に2、3羽ずつ参列者に配られ、棺に入れて欲しいと呼びかけられ、そして遺品として配られた。
禎子が生前、折った折り鶴の数は1300羽以上（広島平和記念資料館発表）とも、1500羽以上（「Hiroshima Starship」発表）とも言われ、甥でミュージシャンの佐々木祐滋は「2千以上のようです」と語っている。実際の数については遺族も数えておらず、不明である。また、三角に折られた折りかけの鶴が12羽有った。その後創られた、多くの創話により1000羽未満の話が広められ、折った数に関して多くの説が出ている。

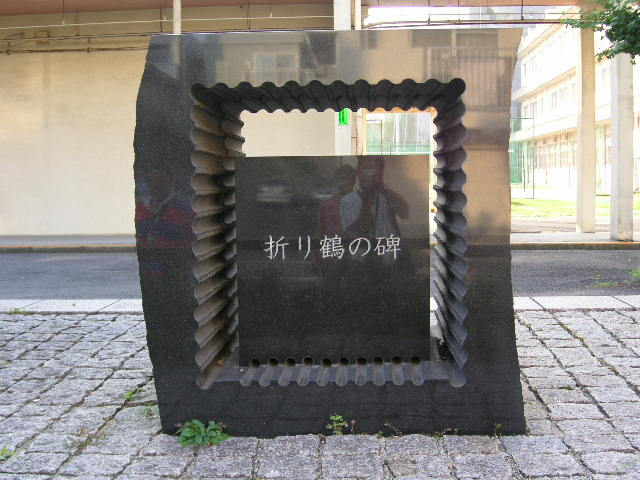
佐々木禎子が在籍していた広島市立幟町中学校にある折り鶴の碑

2013年10月、病床で作った折り鶴のうち1羽が母校の広島市立幟町小学校に寄贈されることとなった。また、2010年からは、日本への原子爆弾投下時のアメリカ合衆国大統領であったハリー・S・トルーマンの親族と佐々木禎子の親族の間で親交がもたれ、2015年11月にトルーマン元大統領の大統領図書館に折り鶴のうちの1羽が寄贈された。

原爆の子の像
碑の上に佐々木禎子の像がある
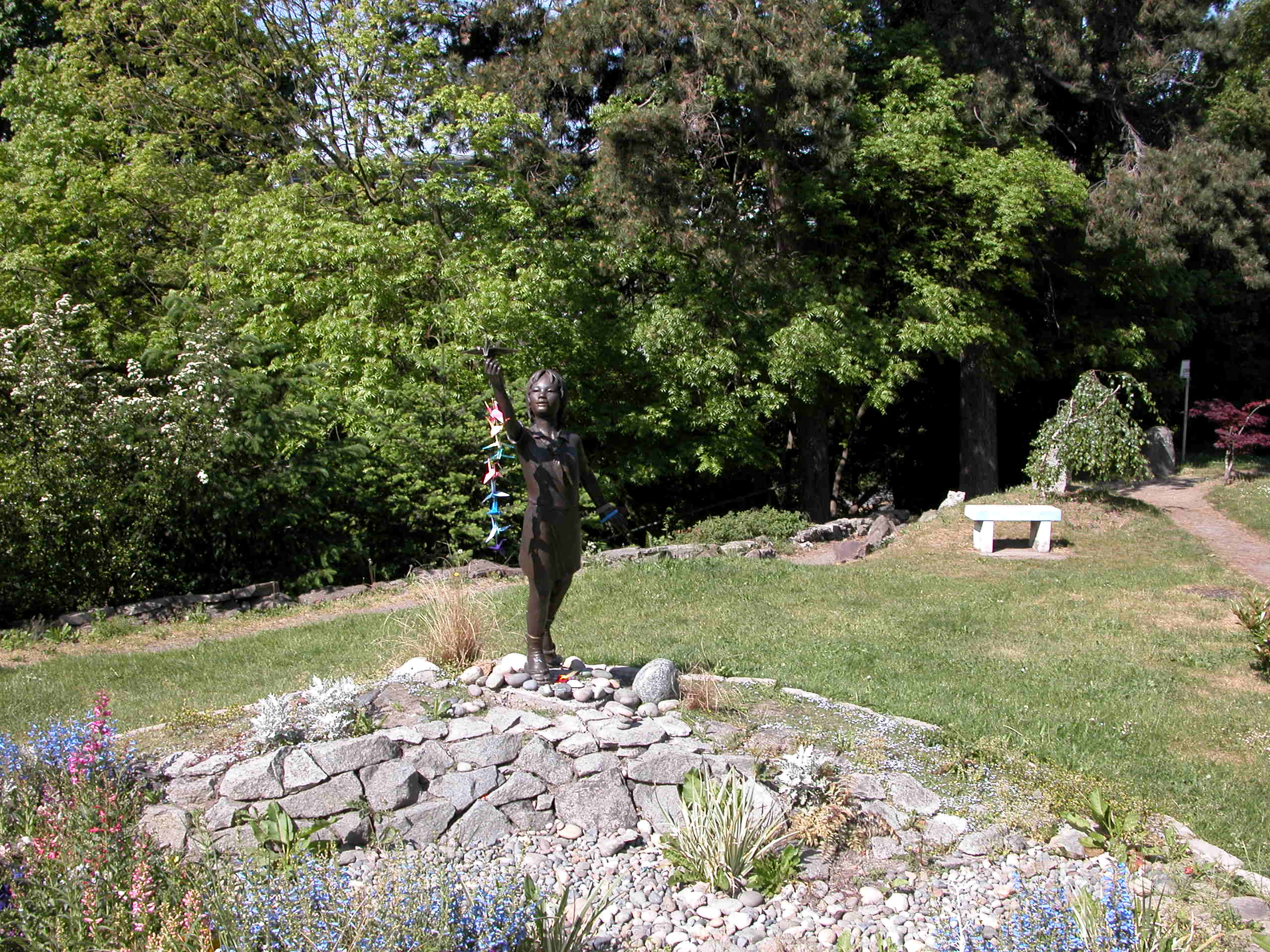
ワシントンにある銅像

## 禎子を取り上げた作品
書籍
- 『千羽鶴』(en: One Thousand Paper Cranes: The Story of Sadako and the Children's Peace Statue) (Ishii Takayuki)
- 『飛べ!千羽つる―ヒロシマの少女 佐々木禎子さんの記録』（講談社、手島悠介、1982年）
  - 新装版 （講談社、手島悠介、2015年、ISBN 978-4062855006）
- 『折り鶴の子どもたち―佐々木禎子と級友たち―』（PHP研究所、那須正幹、高田三郎、1984年、ISBN 978-4569587431）
- 『折り鶴は世界にはばたいた』（PHP研究所、うみのしほ、1998年、ISBN 978-4569681054）
- 『折り鶴の少女―原爆症とたたかった佐々木禎子さんと「原爆の子の像」の話』（偕成社、たいらまさお、1988年、ISBN 978-4036342808）
- 『サダコは生きる―ある原爆少女の物語 小説 』（学習研究社、カルル・ブルックナー、片岡 啓治、1963年）
- 『サダコと千羽鶴』(en:Sadako and the Thousand Paper Cranes)（エレノア・コア、1977年）
  - ペーパーバック（英語）（Puffin Books、2004年、ISBN 978-0142401132）
- 『おりづるの旅-さだこの祈りをのせて』(PHPにこにこえほん、うみのしほ、狩野富貴子、2003年、ISBN 978-4569684055)
- 『禎子の千羽鶴』（学研パブリッシング、佐々木雅弘、2013年、ISBN 978-4052038174）
- 『The Complete Story of Sadako Sasaki』（Armed with the Arts Inc、Sue Dicicco、 Masahiro Sasaki、2018年、ISBN 978-1938193019）

映画
- 『千羽鶴』（木村荘十二監督、1958年）
- 『千羽づる』（神山征二郎監督、1989年）
- 『Sadako and the Thousand Paper Cranes - IMDb（英語）』(シンガポール、1991年)
- 『折鶴～Orizuru 2015～』（曽原三友紀監督、2015年）
- 『サダコの鶴』（増山麗奈監督、2016年）
- 『One Thousand Paper Cranes - IMDb（英語）（Evan Rachel Wood 主演、2019年制作発表・製作中）

楽曲
- 『ヒロシマの少女の折鶴』（ヤオホラン・インヘ作詞・ダリザフ・ダッシニャム作曲・倉田信雄編曲・藤公之介訳詞・オユンナ歌唱）
- 『INORI～祈り～』（佐々木祐滋作詞・GOD BREATH作曲・クミコ歌唱）
- 『さだ子と千羽鶴』（ジョージ・ウィンストン作曲/演奏・リヴ・ウルマン朗読）
- 『Sadako Folding Cranes』（Laura Veirs作詞・Laura Veirs作曲・Laura Veirs歌唱）
- 『折鶴のとぶ日—原爆の子の像によせて—』（小森香子作詞・浜名政昭作曲）

アニメーション
- 『つるにのって』（虫プロダクション制作）

ミュージカル
- 『ピース・オン・ユア・ウイングス』（Peace On Your Wings、Ohana Arts制作、アメリカ合衆国ハワイ州ホノルル発・2014年初演、2015-2023年アメリカ本土公演、2023年9月広島公演予定）

### 英語の教科書への掲載
佐々木禎子のストーリーは、中学3年生向けの英語教科書『NEW CROWN』（三省堂）、同じく中学3年生向けの英語教科書『BLUE SKY』（啓林館）、中学二年生向けの英語教科書『Sunshine』（開隆堂） に掲載されている。
対話形式や豆知識の紹介などで、原爆の破壊力、平和の大切さ、佐々木禎子という人物、折り鶴などについて英文、日本語で掲載されている。

## 特定非営利活動法人SADAKO LEGACY
佐々木禎子の実兄・佐々木雅弘、甥・佐々木祐滋らを中心としたメンバーで構成された団体で、禎子についての情報の普及を第一の目的として活動している。

## 佐々木祐滋
禎子の甥、佐々木祐滋（ささき ゆうじ、1970年 - ）は、福岡県福岡市博多区出身のシンガーソングライターで、被爆二世。
ロックバンド「GOD BREATH」のボーカルとして活動中、折り鶴の少女・佐々木禎子の甥にあたるという経歴を知った人から「あなたには禎子の物語を語り継ぐ責任がある」と告げられる。以降、禎子をモチーフにした楽曲を作り、全国の小中学校や各地の平和イベントに参加。2010年現在、ライブを行った学校数はのべ300校を超える。
2009年からソロ活動を開始。同年8月26日に禎子の想いを綴った曲「INORI」をリリース。2010年2月、クミコが同曲をシングル盤『INORI～祈り～』としてリリース。4月と8月4日に「週間HIT 演歌／歌謡曲 USENチャート」で1位になる等ヒットメーカーの仲間入りを果たした。
同年11月24日、同曲を歌ってきたクミコが2010年の大晦日に第61回NHK紅白歌合戦に出場することが発表され、紅組の9番目に歌唱した。
2011年より、東京都中野区でラーメン屋【暖家（だんけ）】を営んでいた（現在は閉店）。

## 関連文献
- 手島悠介『飛べ!千羽つる―ヒロシマの少女 佐々木禎子さんの記録』（講談社）
- 那須正幹『折り鶴の子どもたち―佐々木禎子と級友たち―』（PHP研究所）
- うみのしほ『折り鶴は世界にはばたいた』（PHP研究所）
- たいらまさお『折り鶴の少女』（偕成社）